# Beta Phoenicis
Beta Phoenicis is een ster in het sterrenbeeld Phoenix met een schijnbare magnitude van 3,32.